# X-wing
 (juillet 2014).
Si vous disposez d'ouvrages ou d'articles de référence ou si vous connaissez des sites web de qualité traitant du thème abordé ici, merci de compléter l'article en donnant les références utiles à sa vérifiabilité et en les liant à la section « Notes et références ».
Vaisseau spatial apparaissant dans
Star Wars.
Le X-wing, ou Aile-X, est une série de chasseurs stellaires (équivalents aux avions de chasse), issue de l’univers de Star Wars imaginé par George Lucas. Il tire  son nom de sa silhouette en X de face ou de dos quand ses ailes sont déployées en configuration d'attaque. 
Le modèle qui apparaît dans les films de la trilogie originale s'appelle X-wing T-65. Le nom générique X-wing peut également désigner le chasseur T-70, apparaissant dans Star Wars, épisode VII : Le Réveil de la Force. Les chasseurs X-wing sont emblématiques de l'Alliance rebelle et de la Nouvelle République.

## Histoire

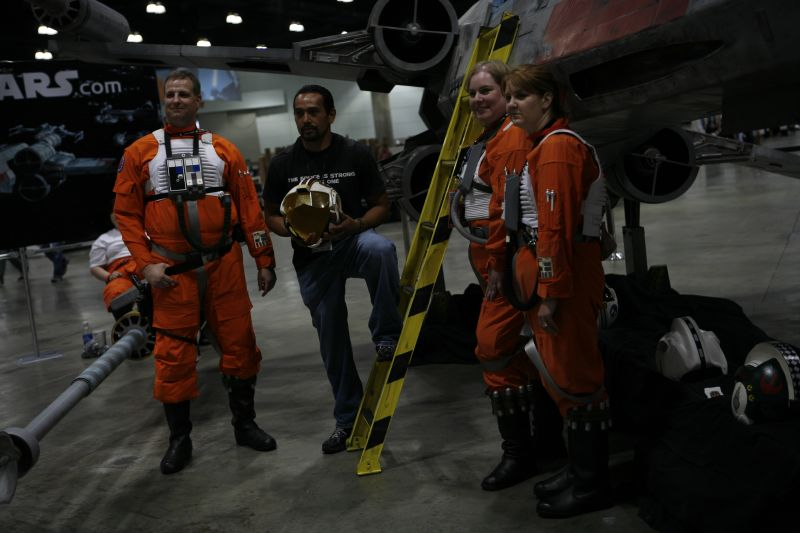
Des cosplayers regroupés devant une reproduction de X-wing T-65.

Le X-wing, chasseur conçu par le constructeur Incom Corporation, était initialement destiné à l’Empire. Cependant, l’intégralité des ingénieurs ayant rejoint l’Alliance rebelle, ils y ont amené tous les prototypes.
Le T-65 descend directement du vieux Z-95 Headhunter (« chasseur de têtes »), et partage des caractéristiques de conception avec le chasseur ARC-170 datant de l’époque de la Guerre des clones (tous deux étant conçus par Incom et Subpro).
Le X-wing a connu plusieurs versions, continuellement améliorées. Le T-65AC1 original mis en service par l’Alliance rebelle, est un appareil d’attaque polyvalent correct pour son temps mais vite supplanté par le T-65AC2, vantant une meilleure accélération. Le T-65AC3 améliore l’électronique embarquée, les boucliers et les sondes. Le T-65AC4 est principalement une mise à niveau des moteurs, ce qui en fait un engin presque égal à l’A-wing en termes de manœuvrabilité. On notera une nouveauté de conception pour le T-65D-A1, qui remplace le droïde astromécanicien par un ordinateur interne pour les calculs de saut en hyperespace, mais il est considéré comme un échec, partiellement dû à la facilité de sabotage.

### HistoireLégendes
À la suite du rachat de la société Lucasfilm par The Walt Disney Company, tous les éléments racontés dans les produits dérivés datant d'avant le 26 avril 2014 ont été déclarés comme étant en dehors du canon et ont été regroupés sous l’appellation « Star Wars Légendes ».
Peu de temps avant l’invasion des Yuuzhan Vong, la Nouvelle République sort la série « XJ » du modèle X-wing. Un troisième compartiment de torpilles est ajouté là où se tenait précédemment un compartiment de cargaison ; ce qui accroit la charge utile des torpilles à proton à neuf. Les moteurs, lasers et l’électronique sont également améliorés. Le XJ peut aussi utiliser le nouveau modèle de droïde astromécanicien R7, même si quelques modifications doivent être apportées à la fois sur le chasseur et sur le droïde. Le « XJ » a été considérablement amélioré en tous points par rapport aux premières conceptions et est originellement réservés aux escadrons de starfighter avec des pilotes Jedi. Le modèle final des séries XJ durant la guerre est le XJ3.
Le développement continue après la guerre, pour arriver au XJ6, mais aussi à plusieurs autres versions plus spécialisées. Une de ces variantes est le StealthX, un modèle compact peint en noir et spécialisé dans les opérations d’espionnage. Un autre est le ChaseX, basé sur le XJ5, probablement conçu pour les missions d’interception. L’ordre Jedi possède plusieurs chasseurs FurtiX (StealthX). La plupart des anciens X-wings sont reconvertis en modèle T-65BR, variante de reconnaissance, après avoir été remplacés par les nouveaux modèles de combats.
Il avait été prévu que la série des X-wing serait remplacée par le modèle E-wing approximativement six ans après la bataille d'Endor, mais des questions de conception concernant le placement des armes a retardé l’introduction totale des E-wing dans le NRDF (New Republic Defense Fleet : La flotte de défense de la Nouvelle République). Le déploiement du modèle E-wing a eu lieu, notamment dans la cinquième flotte, mais la production du X-wing a néanmoins continué et équipé des escadrons de chasse pas « à la pointe de la lance ». Une exception notable est l’escadron Rogue, le meilleur escadron de chasse d’élite de la Nouvelle République et bien connu pour son usage presque exclusif du X-wing.
Pendant l’invasion des Yuuzhan Vong, la série « XJ » est en service dans la flotte, complétant les E-wing série III plus avancés mais plus cher à produire. Quelques groupes paramilitaires sont équipés des premières séries des chasseurs « XJ » (probablement T-65XJ ou T-65XJ2). Les forces de la défense des systèmes et les groupes paramilitaires plus pauvres ont des X-wing d’âge et de possibilités variables.
Il y a deux systèmes contradictoires d’identification pour les X-wing. La désignation de base « T-65 » est constante, mais le modificateur est variable. Au moins deux systèmes ont été employés. L’un d’entre eux utilise le suffixe « AC1 » avec le dernier nombre incrémenté lorsque le vaisseau est mis à jour. Un deuxième système ressemble à celui des militaires modernes des États-Unis dans lesquels une lettre est apposée à l’extrémité en valeur croissante (T-65B, T-65D, T-65J, etc.). Ceux-ci sont habituellement considérés en tant que différente noms pour les mêmes variations.

## Spécifications
Capables de voyager dans l’hyperespace, les X-wings ont deux paires d’ailerons d’attaque - ou volets d’attaque - à l’arrière. En mode normal, les ailerons de chaque côté sont verrouillés l’un contre l’autre, mais durant un combat, ils sont déployés pour augmenter la couverture des canons lasers situés aux extrémités des ailerons et pour mieux dissiper la chaleur émise. Ceci donne à l’appareil son apparence distinctive en forme de « X » lorsque l'on le voit de face ou de dos. Les canons des premiers modèles ne pouvaient pas tirer avec les volets d’attaque en position fermée. Tenter un saut en hyperespace avec les ailerons déployés cause de fortes contraintes mécaniques sur le vaisseau risquant de l’endommager : le pilote doit donc d’abord fermer les ailerons. Pendant cette période de temps, il aura du mal à se défendre contre les attaques.

## Armement
Le T-65 est plutôt manœuvrable et porte quatre canons laser associés à des tubes pour torpilles proton. On peut l’équiper de missiles lourds, mais cela requiert un temps et un effort considérables de la part des équipes techniques. La polyvalence de la torpille est idéale pour les différents profils de mission du X-wing.
Les lasers possèdent plusieurs réglages :
- tir simple, où chaque laser fait feu individuellement;
- tir double, où deux lasers, un sur chaque côté, font feu alternativement par paire (haut ou bas)
- tir quadruple, où tous les lasers (un à chaque bout des ailerons) tirent simultanément, avec un tir convergent sur la cible.
- tir en rafale, où beaucoup de faisceaux de faible puissance sont émis. Cette modification a été incorporée pendant l’invasion des Yuuzhan Vong, pour accabler leurs défenses solo. Vraisemblablement aussi utile pour des buts antipersonnel.

Le chasseur a un cockpit pour un pilote, ainsi qu’un habitacle externe pour un droïde astromecano, la plupart du temps une unité R2. L’astromecano surveille l’état du vaisseau, peut effectuer des réparations d’urgence et enregistrer des coordonnées pour l’hyperespace.

## Différents modèles
Différents modèles de chasseurs X-Wing existent au sein de les univers Légendes et officiel. L’Alliance rebelle, la Nouvelle République, et la Résistance, utilisent le T-65, ses variantes et ses évolutions. Voici les différents modèles présents dans Star Wars :
- Modèles présents dans l'univers officiel :
  - T-65R : Ce modèle est spécialisé dans la reconnaissance, il possède deux capsules pleines d'instruments de mesure. Ce modèle est peu armé et doit être escorté pour assurer sa défense rapprochée.
  - T-70[3],[1] : Ce modèle est utilisé par la Résistance dans la lutte contre le Premier Ordre. Poe Dameron en pilote un, avec le droïde BB-8 comme copilote.
  - T-85[4] : Modèle le plus récent à l'époque du Réveil de la Force, il est utilisé par la Nouvelle République et produit par Incom-FreiTek.

- Modèles présents dans l'univers Légendes :
  - AC4 : Conçu 10 ans après la bataille d'Endor, c’est une version améliorée du chasseur. Sa vitesse est la même que chasseurs A-wing, ce qui en fait un bien meilleur chasseur que ce dernier (robustesse et puissance de feu supérieure). D’autres améliorations sont à noter au niveau du systèmes de ciblage, du contrôle de tir, et de la distribution d’énergie.
  - TX-65 : Ce modèle biplace est spécialement conçu pour l’entraînement des pilotes.
  - T-65D-A1 : Ce modèle, conçu 17 ans après la bataille d'Endor, est une version améliorée sans astrodroïde. Cependant ces modèles furent sabotés et des explosifs furent placés à l’intérieur. Heureusement les explosifs furent découverts et ces chasseurs furent retirés de la production.
  - T-65c-A3 : Ce modèle possède plusieurs améliorations au niveau de la puissance de feu, des performances de vol et l’ajout d’un troisième lance-torpille. Cependant, la plus grosse amélioration du chasseur est un mode de tir à faible puissance, ce qui permet une cadence de tir élevée et soutenue, ce mode de tir montre son efficacité contre les Coraux Skippers.
  - XJ[5] : Version lourdement modifié. Parmi les modifications, se trouve une meilleure gestion du tir, les canons laser pouvant être concentrés en un point, ainsi que la présence de deux moteurs au lieu de quatre. Des versions améliorées apparaissent continuellement, la toute dernière connue étant la version XJ7.
  - FurtiX (StealthX en VO)[6] : version capable de se rendre indétectable à tous les radars et dispositifs visuels. En mode invisible, les FurtiXs doivent couper leurs communications. Comme des pilotes normaux seraient trop gênés par ces restrictions (si plus d'un FurtiX était engagé dans la bataille, rien ne leur permettrait d'éviter de se percuter), les FurtiXs sont pilotés exclusivement par des Jedi.
  - X-83 TwinTail[7] : Modèle produit 130 ans après la bataille d'Endor, il était destiné essentiellement à l'ordre Jedi.

## Jeu vidéo
Les pilotes X-wing de l’escadron Rogue sont les sujets de plusieurs séries de jeux vidéo et de nouvelles comme la série de livres Star Wars: X-wing.

## Musique
Le 25 Mars 2022, le rappeur américain Denzel Curry sort un single intitulé X-Wing présent sur l'album Melt My Eyez See Your Future dans lequel il exprime son envie de posséder le chasseur stellaire plutôt qu'une voiture. 